# Reformation (Spandau Ballet)
Reformation è una raccolta di CD in scatola rigida (BOX-SET) del gruppo inglese Spandau Ballet. È stato pubblicato nel 2003 dalla Capitol Records.

## Tracce
Disc: 1
1. "Robert Elms Introduction (Scala 13/5/80)"
2. "To Cut A Long Story Short (Demo Version)"
3. "The Freeze (Demo Version)"
4. "Mandolin"
5. "Glow (7' Version)"
6. "Coffee Club"
7. Chant No. 1 (Dont Need This Pressure On)"
8. Instinction (Richard Burgess Version)"
9. True (New Mix By Tony Swain And Gary Kemp)"
10. Gold (Instrumental)"
11. Heaven Is A Secret"
12. Code Of Love"
13. With The Pride"
14. Always At The Back Of My Mind"
15. Only When You Leave"
16. Ill Fly For You (Live Wembley Arena Dec '84)"
17. Highly Strung (Live Wembley Arena Dec '84) "

Disc: 2
1. "Foundation"
2. "Communication"
3. "Pleasure"
4. "Gold"
5. "Lifeline"
6. "True"
7. "Paint Me Down"
8. "Instinction"
9. "Chant No 1 (I Dont Need This Pressure On)"
10. "To Cut A Long Story Short "

Disc: 3
1. "To Cut A Long Story Short (12' Version)"
2. "The Freeze (12' Mix # 2)"
3. "Glow (12' Version)"
4. "Chant No. 1 (I Dont Need This Pressure On) (Extended Mix)"
5. "Coffee Club (Remix)"
6. "Instinction (12' Version)"
7. "Lifeline (12' Version)"
8. "Communication (12' Version)"
9. "Gold (12' Version)"
10. "Only When You Leave (12' Version)"
11. "Ill Fly For You (12' Glide Mix)"
12. "Highly Strung (Extended Version) "